# Ганнів
Га́ннів — село в Україні, у Матеївецькій сільській громаді Коломийського району Івано-Франківської області.

## Географія
Село розташоване на правому березі річки Цуцулин, правої притоки Пруту.

## Історія
Вперше село згадується в письмових джерелах у 1453 році. Але на цій території були поселення ще в III-IV століттях. Цю місцевість освоювали племена Черняхів. У V столітті тут жили предки білих хорватів. Їх поховання карпатські кургани досліджено в 20 селах, зокрема і в Ганневі. Церква «Святого Великомученика Димитрія Солунського», як свідчить збережений напис у вівтарній частині храму, була побудована в 1807 році в селі Тростянець, тепер Снятинського району, а в 1894 році як дар була перенесена до села Ганів,  пам’яті отця Іоана Майковського і братії церковної Семена Первусяка, Василя Чобанюка, Петра Чобанюка, Грицька Лизанчука, Івана Лизанчука. Мальована в 1912 році. У 1905 році мешканці села спорудили каплицю святого Димитрія, яка підпорядковувалася парафії села Семаківців. Першим священиком, який нею опікувався, був отець Іоан Майковський. 1992 року громадою села була побудована друга  капличка. Реставрована церква в 1989 і 2013-2014 роках.  В селі встановлений хрест на горі Вершеда в пам'ять героїв УПА, які були вбиті за волю України, і можливо саме звідти походить пісня "Ой там три браття з Прикарпаття ". Відомі імена лише двох людей, які встановлювали хрест. Це два брати Юрійчук Петро та Юрійчук Дмитро Онуфрієвічі. Зараз за могилою приглядають невідомі люди з села, які міняють прапор та створюють ту пам'ять за тих братів які не здались і боролися до кінця. Та людина є та  буде героєм  України як і ті хлопці.

## Відомі вихідці
Уродженцем села є Лизанчук Василь Васильович — професор, доктор філологічних наук, завідувач кафедри радіомовлення і телебачення факультету журналістики ЛНУ ім. Івана Франка, заслужений журналіст України.
| Україна | Це незавершена стаття з географії України. Ви можете допомогти проєкту, виправивши або дописавши її. |